# الکسز جانسون
الکسز جانسون (به انگلیسی: Alexz Johnson؛ زادهٔ ۴ نوامبر ۱۹۸۶) بازیگر و خوانندهٔ کانادایی است.

## فیلم‌شناسی

### سینما
| سال تولید | نام فیلم     | کارگردان   |
| ۲۰۰۴      | اسکوبی-دو ۲  | راجا گاسنل |
| ۲۰۰۶      | مقصد نهایی ۳ | جیمز وانگ  |
| --------- | ------------ | ---------- |

### تلویزیون
| سال تولید | نام      |
| ۲۰۰۱      | اسمالویل |
| ۲۰۱۰      | پناهگاه  |
| --------- | -------- |